# Cantonul Monflanquin
Cantonul Monflanquin este un canton din arondismentul Villeneuve-sur-Lot, departamentul Lot-et-Garonne, regiunea Aquitania, Franța.

## Comune
- Gavaudun
- Lacapelle-Biron
- Lacaussade
- Laussou
- Monflanquin (reședință)
- Monségur
- Montagnac-sur-Lède
- Paulhiac
- Saint-Aubin
- Salles
- La Sauvetat-sur-Lède
- Savignac-sur-Leyze